# Herrenkrugpark
Der Herrenkrugpark ist ein städtischer Park der Stadt Magdeburg.

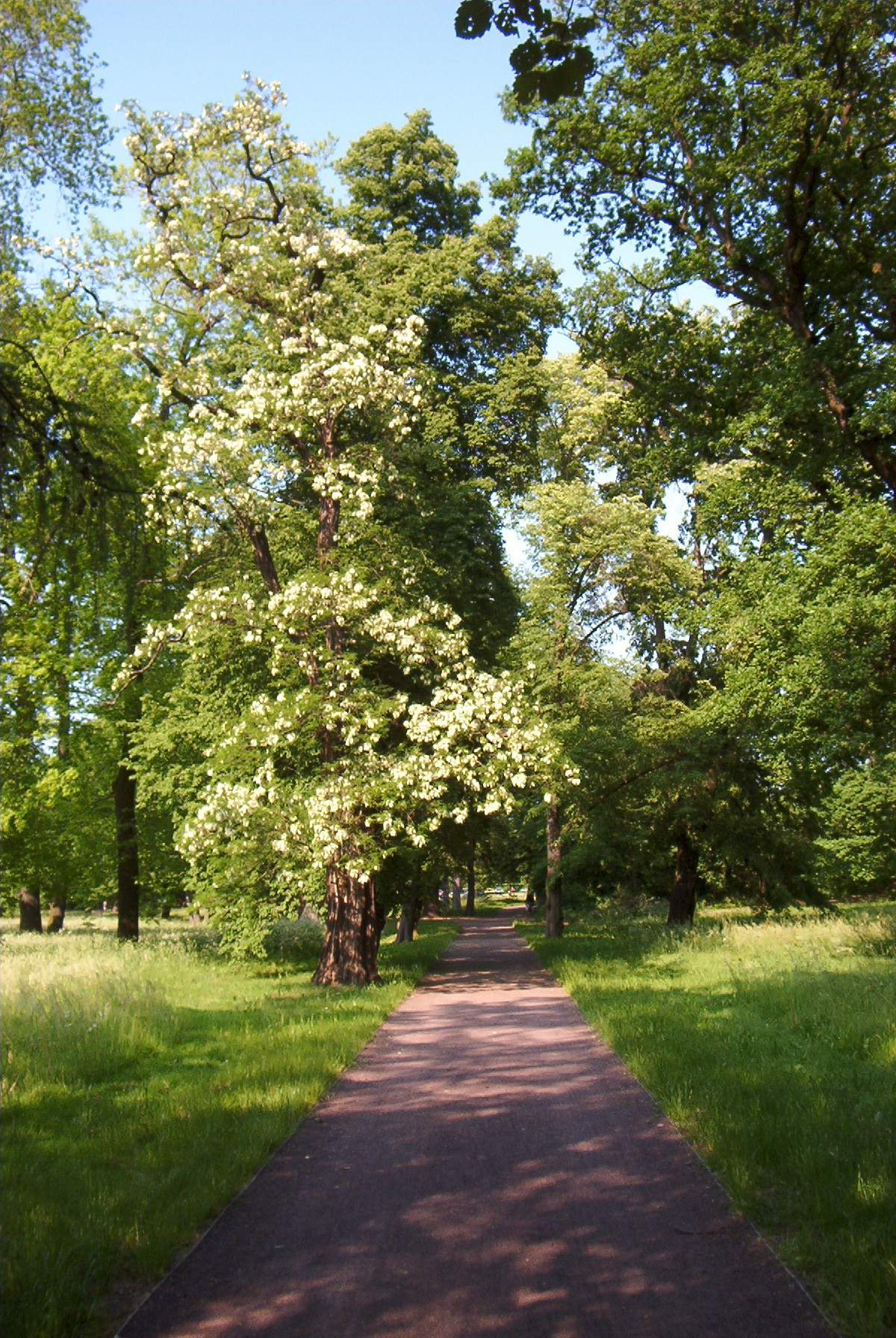
Herrenkrugpark

## Lage

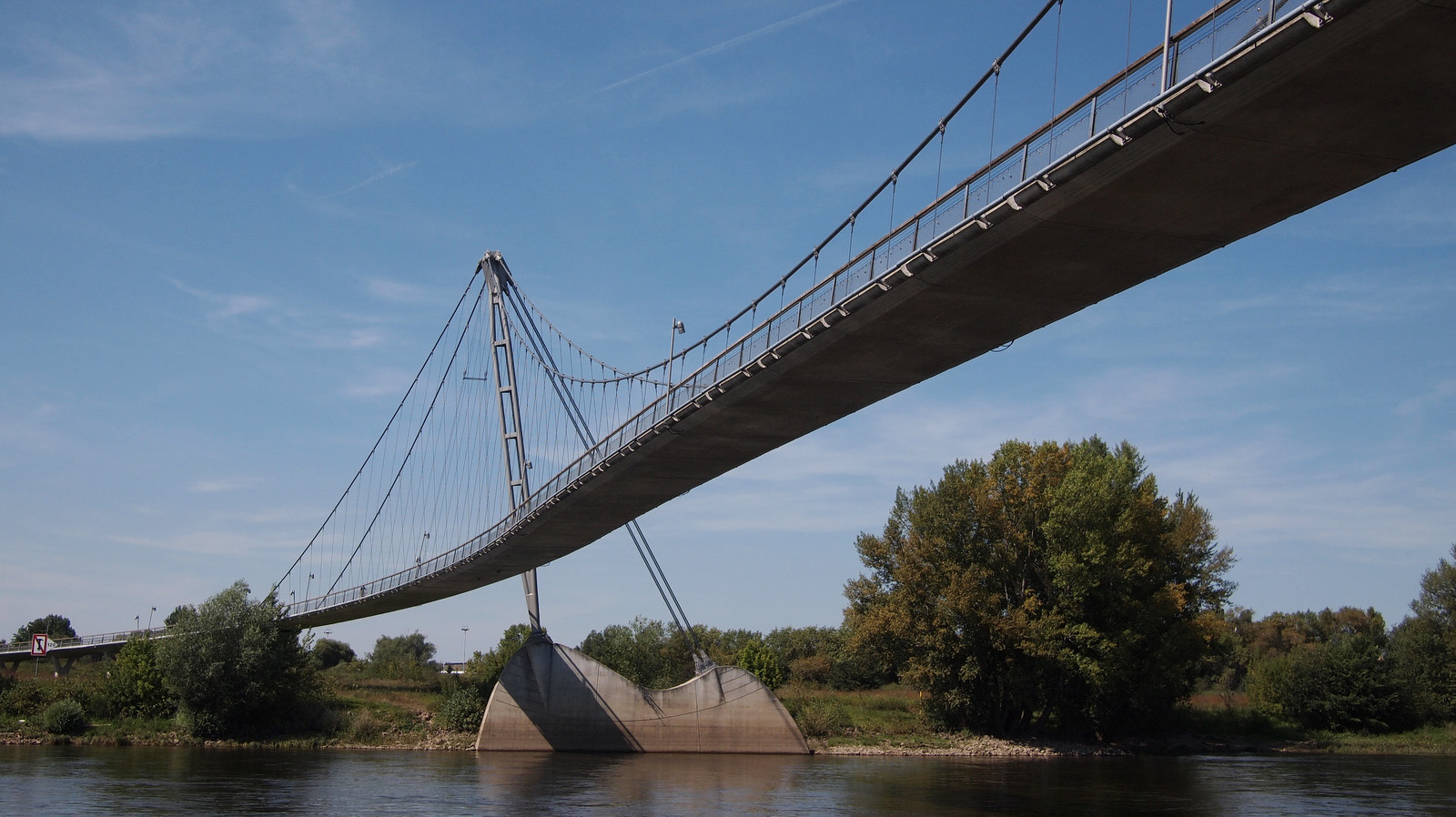
Herrenkrugsteg

Der Park liegt am östlichen Ufer der Elbe im Magdeburger Stadtteil Herrenkrug und erstreckt sich parallel zum Fluss in Nord-Süd-Richtung. Direkt verbunden mit der anderen Seite des Elbufers ist er über den Herrenkrugsteg, eine Fuß- und Radwegbrücke.
Der Park gehört zum Netzwerk Gartenträume Sachsen-Anhalt.

## Geschichte
Das Gebiet des heutigen Herrenkrugparks war ursprünglich stark bewaldet und vom sich stetig verändernden Lauf der Elbe geprägt. Bereits in früher Zeit kam es zu starken Rodungen.
Das Gelände befand sich im Besitz der Stadt Magdeburg und wurde durch den Magistrat wirtschaftlich zur Beweidung, Heu- und Holzgewinnung genutzt. Aufgrund häufiger Diebstähle beschloss der Rat 1676 die Errichtung eines Wärterhauses. Das Haus wurde jedoch auch zu einem Wirtshaus und vor allem von den auf der Landstraße Magdeburg – Burg Reisenden genutzt. Dieses Wirtshaus wurde Neuer Krug oder, da es sich im Besitz der Ratsherren befand, Herrenkrug genannt. Dieser Name blieb bis heute. Neben der Schankwirtschaft wurde auch Unterkunft angeboten. Weitere Aufgaben des jeweiligen Pächters waren die Betreuung einer Fähre, die Führung einer Meierei und die Führung der städtischen Liegenschaft.
1722 wurde eine Verpachtung gegen Höchstgebot vorgenommen. Die bewirtschaftete Fläche nahm stark zu. Ende des 18. Jahrhunderts wurden 12,5 Morgen Ackerland, 360 Morgen Wiesen und 300 Morgen Forst (Eichen und Rüstern) mit drei Feuerstellen bewirtschaftet.
Um 1780 begann man mit der Anpflanzung eines Akazienhaines. Auch erste Alleen aus Linden und Pappeln wurden angelegt. Bei den Pappeln handelte es sich um kanadische Pappeln und sechs Reihen italienische Pyramidenpappeln. Einige der ursprünglich gepflanzten Linden stehen noch heute.
Von 1791 bis 1803 hatte der Oberamtmann Steinkopf aus Klein Ottersleben das Gelände gepachtet und wirtschaftete sehr erfolgreich. Zu seiner Zeit befanden sich dort 865 bewirtschaftete Obstbäume.
Nach 1808 herrschte Krieg. Das alte Wirtshaus verfiel und wurde 1813 auf Befehl des französischen Gouverneurs der französisch besetzten Stadt Magdeburg abgerissen. An dessen Stelle entstand das Schützenhaus der Pfälzer Kolonie. Zwischen 1807 und 1814 erfolgten wieder umfangreiche Rodungen, die dem Gelände sehr schadeten, der Stadtkasse jedoch 17.000 Reichstaler einbrachten. Der Hain und die Lindenallee waren jedoch nicht betroffen.
Ab 1815 gab es durch den Stadtbaumeister Harte Pläne, im Herrenkrug einen englischen Park anzulegen, in dem jedoch auch ein großer Obstbaumbestand vorgesehen war.
Der Magdeburger Oberbürgermeister August Wilhelm Francke beauftragte im Januar 1818 Regierungsrat Clemens mit dem Entwurf einer Parkanlage, der ab Frühjahr 1818 umgesetzt wurde. Der Herrenkrug entwickelte sich zum Ausflugsziel mit Schankwirtschaft und Konzerten. Holzgewinnung, Gemüse- und Obstanbau hatten jedoch innerhalb des Parks weiterhin große Bedeutung. Der Ausbau des Parks dauerte bis 1824. Neben Pappeln wurden vor allem auch Birken, Espen und Eichen gepflanzt. Es wurden auch Bewässerungsgräben angelegt, die durch Schöpfräder mit Elbwasser und mittels Windrad mit Brunnenwasser versorgt wurden.
Im Park beschäftigte man sich auch mit der Züchtung von Gehölzen. Bis heute ist ein 1820 gezüchteter Zierapfel Malus x Magdeburgensis erhalten, gezüchtet aus Malus dasyphylla und Malus spectabilis.
1824 gab Peter Joseph Lenné Oberbürgermeister Francke bereits erste Empfehlungen für die weitere Gestaltung des Parks. 1829 erhielt Lenné einen entsprechenden Auftrag. 1829/1830 erfolgten Arbeiten nach Lennés Vorgaben. Es wurden im südwestlichen Teil des Parks Durchblicke zu markanten Punkten (Magdeburger Dom, Klosterbergegarten sowie drei Kirchen) geschaffen.
Im Nordteil des Parks wurde ein Birkenwäldchen angelegt. Lennés Vorgaben für diesen Bereich wurden jedoch im Wesentlichen nicht umgesetzt.
1836/1837 wurde das Gelände zum Schutz vor Elbehochwassern eingedeicht.
Ab 1839 nahm Rudolf Schoch maßgeblich Einfluss auf die Gestaltung des Parks und ließ wiederum Auslichtungen durchführen.
1843/1844 wurde das Schützenhaus der Pfälzer Kolonie abgerissen und durch ein vom Stadtbaumeister Friedrich Wilhelm Wolff entworfenes klassizistisches Gesellschaftshaus ersetzt, das zum zentralen Gebäudekomplex des Parkes wurde. In den 1950er-Jahren wurde das Gebäude, obwohl es im Zweiten Weltkrieg unzerstört geblieben war, abgerissen.
In den Jahren von 1849 bis 1863 verschwanden die letzten Pappelalleen. Neben neuen Kirschplantagen im Süden, veranlasste Wolff 1860 die erneute Wiederherrichtung der Domallee als Blickachse zum Magdeburger Dom.
1862 trat Paul Viktor Niemeyer auf Empfehlung Lennés die Stelle als für die Parks der Stadt zuständiger Inspektor an. Er ließ die Wegeführung im Park verändern und nahm starke Veränderungen an den Gehölzen vor. 1866 erfolgte die Errichtung des Borussia-Denkmals.
1874 wurde im südwestlichen Teil des Parks vom Lehrer und Botaniker Christoph Wilhelm Ebeling ein botanischer Schulgarten gegründet, der ab 1877 Pflanzen an 24 Schulen lieferte. 1904 wurde dem 1902 verstorbenen Ebeling im Herrenkrugpark ein Denkmal gesetzt. Ein botanischer Schulgarten bestand im Park, ab 1902 an neuer Stelle, bis 1946. Anschließend wurde dieses Gebiet militärisch genutzt. Heute ist das Gebiet wieder zugänglich. Dort fallen ungewöhnliche nicht einheimische Pflanzen auf.
1886 wurde zur besseren Anbindung des Parks eine Dampfstraßenbahnlinie eröffnet. Sie wurde 1900 durch die elektrische Straßenbahn abgelöst. 1887 wurde das Parkrestaurant erbaut und 1903/1904 erweitert.
Ab 1890 war Johann Gottlieb Schoch als Gartendirektor tätig. Schoch plante die Einbeziehung des benachbarten Waldgebietes Biederitzer Busch als Stadtwald in die Anlage. Die Maßnahmen zur Umsetzung der Idee blieben jedoch seinem Nachfolger Wilhelm Lincke vorbehalten, der ab 1903 ein umfangreiches Wegesystem in den Bereichen außerhalb der Parkanlage (Wiesenpark) anlegen ließ. Erst 1926 war der Wiesenpark fertiggestellt. Ein südlich gelegener Wildpark kam über Planungen nicht hinaus.
Zu dieser Zeit war der Herrenkrugpark ein Arboretum. Über die vergangenen Jahrzehnte waren fremde Hölzer gesammelt worden. Im Jahr 1900 befanden sich im Park 616 Laubgehölz- und 66 Nadelgehölzarten.

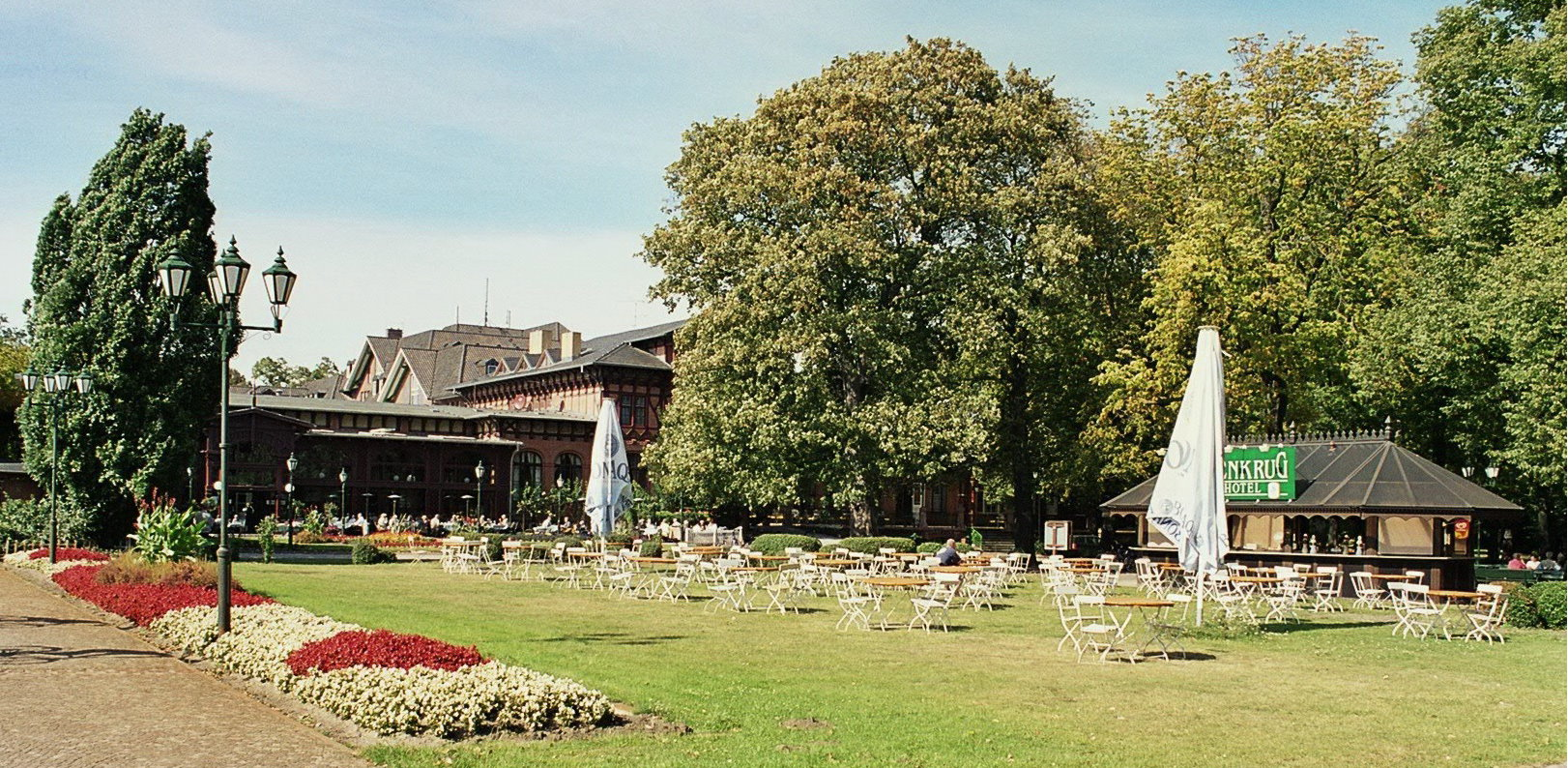
Parkhotel und Biergarten im Herrenkrugpark

1907 wurde direkt östlich des Parks die Pferderennbahn des Magdeburger Rennvereins in Betrieb genommen. Bereits seit 1838 hatten zuvor auf der dortigen Wiese Pferderennen stattgefunden.
Im Zweiten Weltkrieg hatte der Park, auch durch Luftangriffe, gelitten. Unter dem Betriebsdirektor des städtischen Grünanlagenbetriebs Helmut Lorenz kamen Park und Rennbahn in der DDR wieder in einen gepflegten Zustand. Das Parkrestaurant und die Gebäude verfielen jedoch. Der Wiesenpark und die nähere Umgebung wurden zum Militärgelände der sowjetischen Streitkräfte.
Nach dem Ende der DDR wurden die Gebäude saniert und die militärischen Flächen geräumt und für die Parkbesucher wieder nutzbar gemacht.

## Inventar des Parks

### Die Borussia

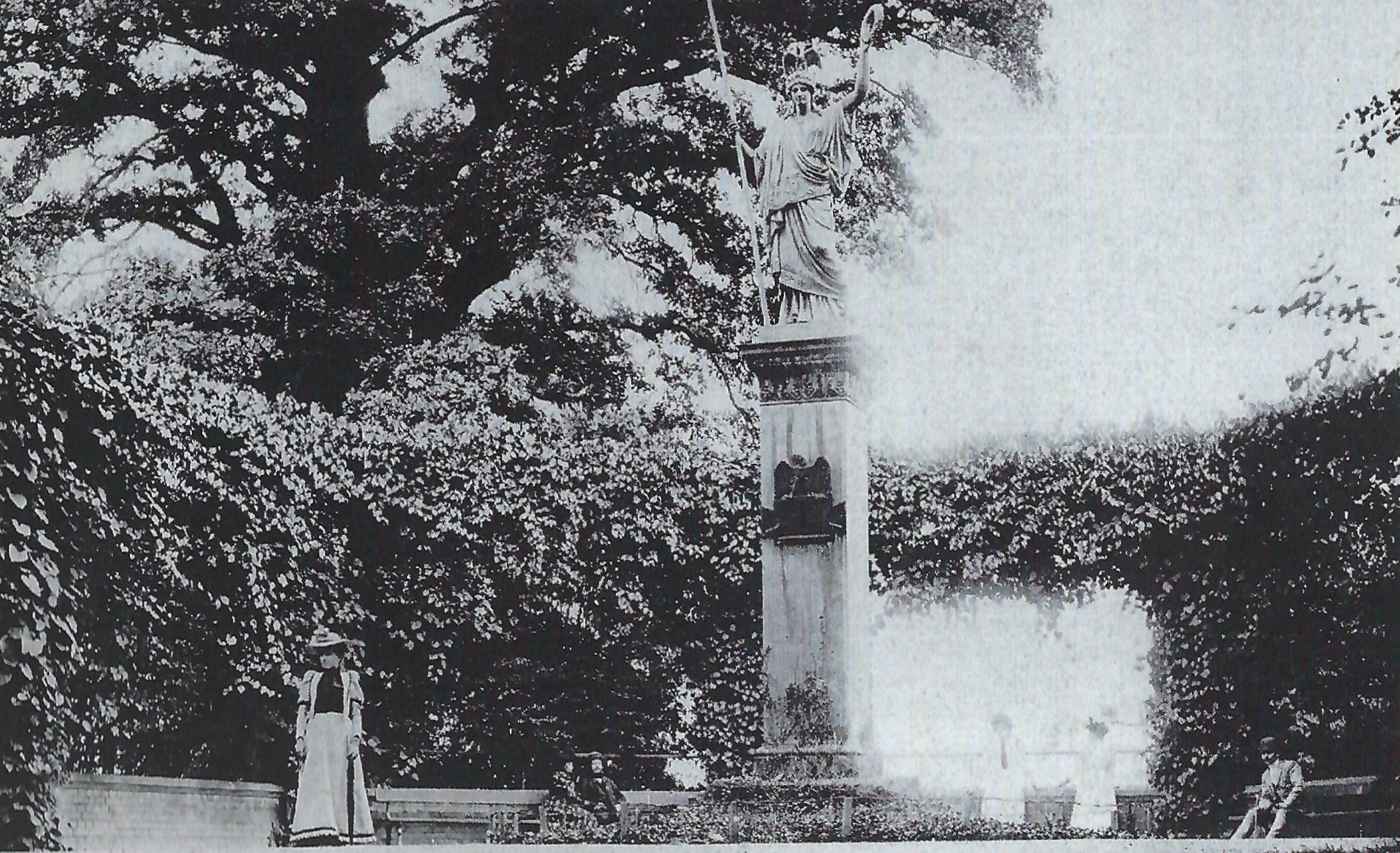
Borussia-Denkmal, Anfang der 1890er Jahre

In Erinnerung an die Befreiung Magdeburgs von französischer Fremdherrschaft wurde 1864 das Borussia-Denkmal gestiftet und 1866 aufgestellt. Der Grundstein für das Denkmal wurde am 24. Mai 1864, 50 Jahre nach dem Einrücken preußischer Truppen in Magdeburg, gelegt. Zum Ende des Zweiten Weltkriegs wurde die Statue Opfer von Schießübungen. Der Sockel befindet sich heute noch an seinem Platz. Etwa zeitgleich war die Statue der Flora aufgestellt worden. Diese ist jedoch verschwunden.

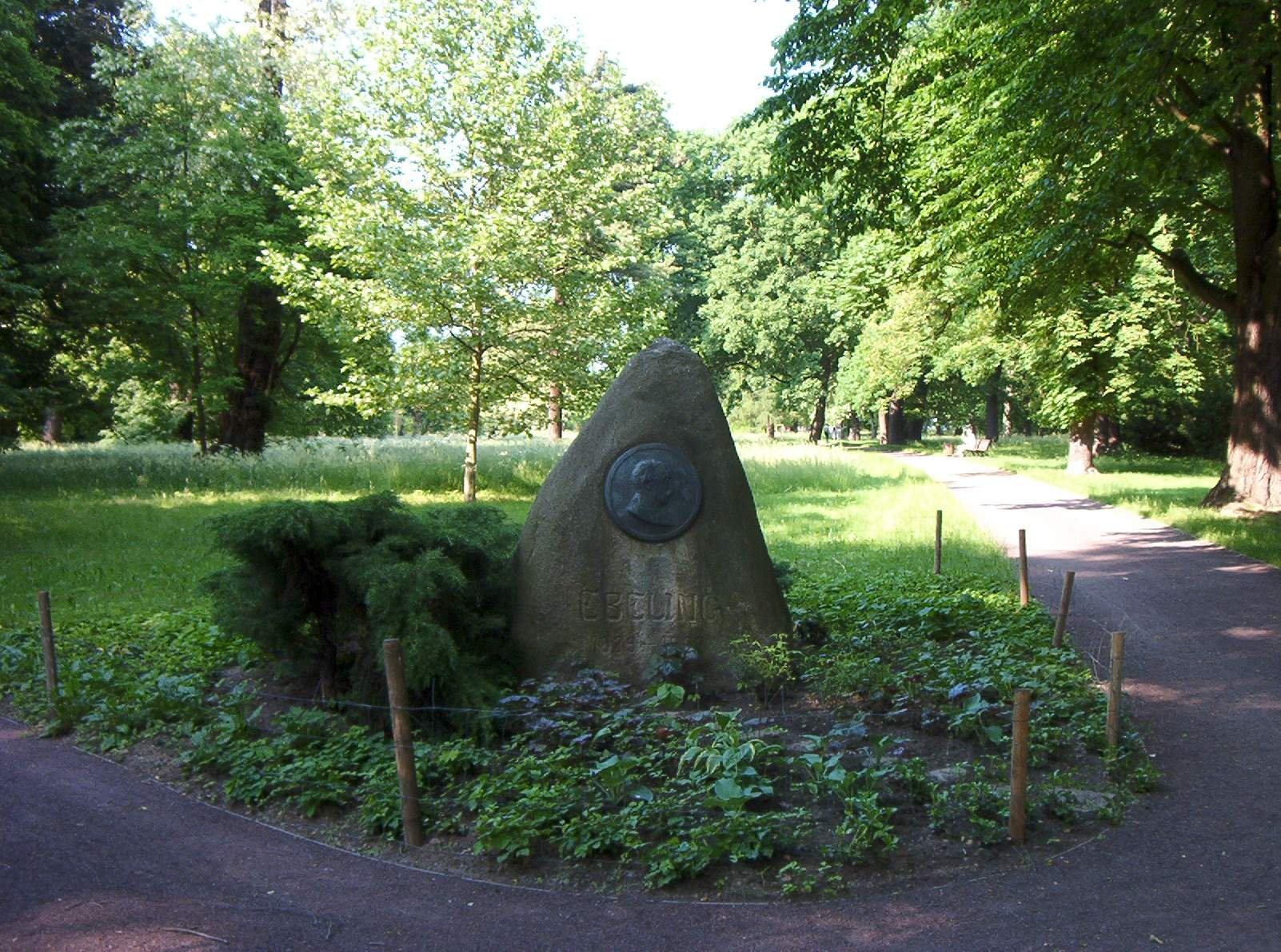
Ebeling-Gedenkstein

### Der Ebeling-Gedenkstein
Für den Lehrer und Botaniker Christoph Wilhelm Ebeling, der im Herrenkrugpark 1874 einen botanischen Schulgarten begründet hatte, wurde 1904 ein Gedenkstein mit der Inschrift Ebeling 1829 – 1902 errichtet. 1991 erfolgte eine Restaurierung.

### Der Graf-von-Schwerin-Gedenkstein
Am 9. August 1934 ehrten die Teilnehmer der Jahreshauptversammlung der Deutschen Dendrologischen Gesellschaft ihren 1934 verstorbenen Präsidenten Fritz Graf von Schwerin mit diesem Gedenkstein.

### Die Kugelsonnenuhr

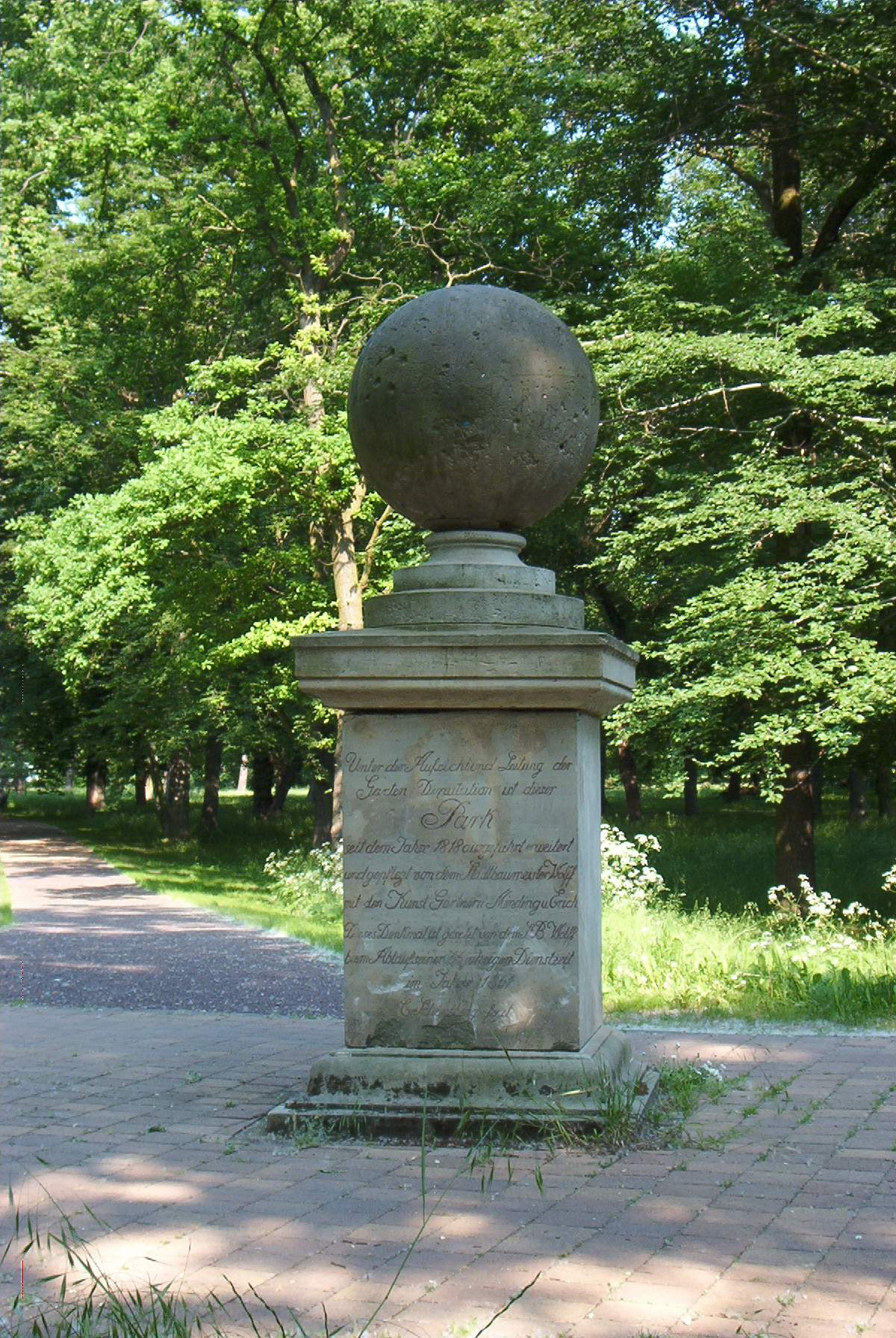
Kugelsonnenuhr

Friedrich Wilhelm Wolff ließ zum Ende seiner Amtszeit als Stadtbaumeister am Schnittpunkt der Domallee und des Deichs eine Kugelsonnenuhr aufstellen. Sie trägt zwei Inschriften.
Ostseite:
Auf diesem wüstgelegenen Lande der vormaligen Meyerey Herrenkrug ward im Jahre 1818 auf Veranlassung des Oberbürgermeister Francke mit Bewilligung des Gemeinderaths, zur Erholung und Erheiterung für die Bewohner Magdeburgs dieser Park angelegt.
Westseite:
Unter der Aufsicht und Leitung der Garten Deputation ist dieser Park seit dem Jahre 1818 ausgeführt, erweitert und gepflegt von dem Stadtbaumeister Wolff mit den Kunst Gärtnern Minding u. Erich. Dieses Denkmal ist gesetzt von dem St.B. Wolff beim Ablauf seiner 56jährigen Dienstzeit im Jahre 1861. C. Schönberg fecit.
1989 erfolgte eine Restaurierung der Kugelsonnenuhr.

### Der Löwe
1845 wurde eine gusseiserne Löwenplastik aufgestellt. Mit der Plastik wurde der Oberbürgermeister Francke geehrt, der in besonderem Maße für den Herrenkrugpark gewirkt hatte. Gestiftet wurde der Löwe vom Magdeburger Buchdrucker Friedrich August Heinrich Faber. Neben den Initialen des Stifters trägt die Plastik die Widmung:
Dank ihm, der aus dem Kleinen das Große,
der aus dem Schönen das Schönere schuf.
Dank ihm, der Erz und Stein überdauert,
der sich vom Enkel zum Enkel vererbt.
Ihm tönt aus Luft und Wald das Lied der Freude.
Ihm schmückt sich rings die Flur mit ihrem Feyerkleide.
Anfang der 1950er Jahre wurde der Löwe von sowjetischen Soldaten entwendet, bereits kurze Zeit später aber wieder am alten Platz aufgestellt. 1989 erfolgte eine Restaurierung der Plastik.

### Die SandsteinbankFÜR FAULE
Die Bank stammt aus dem Jahr 1819 und trägt die Inschrift FÜR FAULE. Hierbei handelt es sich um ein Akrostichon mit der Bedeutung "Für Unglückliche Ruhe, Für Alte Und Leidende Erholung".

### Die Sonnenuhr
Der Sockel der Sonnenuhr stammt von 1818 und soll ursprünglich vergoldet gewesen sein. 1991 wurde von der Bildhauerin Martina Seffers ein neues Zifferblatt angefertigt. Es trägt jedoch weiterhin die alte Aufschrift Zähle nur die heiteren Stunden.
Als weiterer Gedenkstein befindet sich im Park der Oppermannstein, der an ein 1854 im Alter von vier Jahren in der Elbe ertrunkenes Kind erinnert.

## Gehölzsammlung
Die Parkanlage stellt zugleich eine Gehölzsammlung dar. Unter anderem befinden sich im Herrenkrugpark folgende Gehölze:
Bergahorn, Blutahorn, Blutbeerahorn, Eschenahorn, Feldahorn, Französischer Ahorn, Pontischer Ahorn, Rottraubiger Ahorn, Schneeballblättriger Ahorn, Silberahorn, Spitzahorn, Streifenahorn, Tatarischer Steppenahorn, Weinahorn, Zuckerahorn, Amberbaum, Amur-Korkbaum, Baum-Hasel, Bitternuss, Blutbuche, Europäische Eibe, Iberische Eiche, Einblatt-Esche, Goldesche, Färbereiche, Gemeine Esche, Esskastanie, Flatterulme,  Geweihbaum, Ginkgo, Götterbaum, Graupappel, Sandbirke, Hängebuche, Hainbuche, Holzbirne, Japanische Lärche, Abendländischer Lebensbaum, Magnolie, Gurken-Magnolie, Breitblättrige Mehlbeere, Echte Mehlbeere, Schwedische Mehlbeere, Österreichische Schwarzkiefer, Platane, Pyramideneiche, Robinie, Kleinblättrige Robinie, Rotbuche, Roteiche, Gewöhnliche Rosskastanie, Rote Rosskastanie, Sachalin-Kirsche, Scharlacheiche, Schneeglöckchenbaum, Schnurbaum, Schwarznuss, Silberlinde, Silber-Pappel, Sommerlinde, Stieleiche, Traubeneiche, Traubenkirsche, Tulpenbaum, Urweltmammutbaum, Vogel-Kirsche, Gefülltblühende Vogelkirsche, Chinesischer Wacholder, Walnuss, Weymouthskiefer, Zerreiche, Zierapfel (Malus x magdeburgensis), Zirbe, Zuckerbirke, Amerikanischer Zürgelbaum